# Waukon (Iowa)
Waukon ist eine Kleinstadt (mit dem Status „City“) und Verwaltungssitz des Allamakee County im  äußersten Nordosten des US-amerikanischen Bundesstaates Iowa. Das U.S. Census Bureau hat bei der Volkszählung 2020 eine Einwohnerzahl von 3.827 ermittelt.

## Geographie
Waukon liegt auf 43°16′8″ nördlicher Breite und 91°28′45″ westlicher Länge und erstreckt sich über 7,6 km², die  ausschließlich aus Landfläche bestehen. Die Stadt liegt 31,5 km südlich der Grenze zu Minnesota. Das Westufer des Mississippi River, der die Grenze zu Wisconsin bildet, ist in östlicher Richtung ebenfalls rund 30 km von Waukon entfernt.
Nachbarorte sind Ludlow (12,5 km südwestlich), Decorah (28,7 km westlich), Hanover (12,5 km nordnordwestlich), Church (16,3 km nordöstlich), Elon (13 km östlich), Rossville (14,2 km südöstlich) und Postville (26,8 südsüdwestlich).
Die nächstgelegenen größeren Städte sind Iowas Hauptstadt Des Moines (354 km südwestlich), die Quad Cities (260 km südlich), Wisconsins Hauptstadt Madison (205 km östlich) und Minnesotas größte Stadt Minneapolis (287 km nordwestlich).

## Verkehr
In Waukon treffen die Iowa Highway 9 und 76 sowie eine Reihe untergeordneter County Roads zusammen. 